# As Aventuras do Camilo
As Aventuras do Camilo foi uma série televisiva protagonizada por Raquel Maria e Camilo de Oliveira. Exibida pela SIC entre 4 de Janeiro e 8 de Agosto de 1997, resultando 26 episódios. Teve grande aceitação em todas as classes etárias sendo até hoje um dos grandes trunfos da SIC. Durante o Verão de 2008, a SIC voltou a exibir esta grande série.

## Sinopse
Versão portuguesa da série "Sykes" que inovou na televisão uma linguagem específica, a da sitcom. Na versão portuguesa, as personagens Camilo (Camilo de Oliveira) e a sua irmã Raquel (Raquel Maria) são dois solteirões e reformados bem dispostos que exploram até à exaustão a paciência dos seus vizinhos o polícia Pinto (António  Montez) e o Sr. Castanheira (Luís  Alberto).

## Elenco
- Camilo de Oliveira † - Camilo
- António Montez †- Agente Pinto
- Luís Alberto - Sr. Castanheira
- Raquel Maria †- Raquel

† - Ator/Atriz Falecido(a)

## Elenco Adicional
- Alina Vaz - Lili
- Natália De Sousa - Ivone
- Alda Pinto † - D. Berta
- Almeno Gonçalves - Lopes
- Anita Guerreiro - Alzira
- Cremilda Gil - Madame
- Heitor Lourenço - Jornalista
- Io Apolloni - Ivana Sarmento
- Joel Branco - Bombeiro
- José Eduardo - José Narciso
- José Raposo - Alfredo Trancão
- Paula Marcelo - Empregada da Loja/Luísa
- Pedro Pinheiro †- Subcomissário Silveira

† - Ator/Atriz Falecido(a)

## Episódios
| #  | Título               | Transmissão Portugal  |
| -- | -------------------- | --------------------- |
| 1  | "O Emprego"          | 4 de Janeiro de 1997  |
| 2  | "O Banho"            | 5 de Janeiro de 1997  |
| 3  | "O Estranho"         | 6 de Janeiro de 1997  |
| 4  | "Os Hóspedes"        | 7 de Janeiro de 1997  |
| 5  | "O Inventor"         | 8 de Janeiro de 1997  |
| 6  | "O Repórter"         | 11 de Janeiro de 1997 |
| 7  | "O Roubo"            | 12 de Janeiro de 1997 |
| 8  | "O Casamento"        | 13 de Janeiro de 1997 |
| 9  | "A Grade"            | 14 de Janeiro de 1997 |
| 10 | "O Marginal"         | 15 de Janeiro de 1997 |
| 11 | "A Caravana"         | 10 de Abril de 1997   |
| 12 | "O Rato"             | 17 de Abril de 1997   |
| 13 | "O Árbitro"          | 24 de Abril de 1997   |
| 14 | "Primeiros Socorros" | 1 de Maio de 1997     |
| 15 | "O Noivado"          | 8 de Maio de 1997     |
| 16 | "O Carro Roubado"    | 15 de Maio de 1997    |
| 17 | "O Super Camilo"     | 22 de Maio de 1997    |
| 18 | "Férias em Casa"     | 29 de Maio de 1997    |
| 19 | "Noivo Procura-se"   | 5 de Junho de 1997    |
| 20 | "Jogo de Futebol"    | 19 de Junho de 1997   |
| 21 | "Estrela de TV"      | 26 de Junho de 1997   |
| 22 | "O Outro"            | 3 de Julho de 1997    |
| 23 | "O Falso Morto"      | 11 de Julho de 1997   |
| 24 | "Decorações"         | 25 de Julho de 1997   |
| 25 | "A Cabana"           | 1 de Agosto de 1997   |
| 26 | "Memórias"           | 8 de Agosto de 1997   |